# Notre-Dame-de-Boisset
Notre-Dame-de-Boisset ist eine französische Gemeinde mit 573 Einwohnern (Stand: 1. Januar 2022) im Département Loire in der Region Auvergne-Rhône-Alpes. Sie gehört zum Arrondissement Roanne, zum Kanton Le Coteau und zum Gemeindeverband Roannais Agglomération.

## Geografie
Die Gemeinde Notre-Dame-de-Boisset liegt etwa fünf Kilometer südöstlich von Roanne am Loire-Nebenfluss Rhins, der die westliche und südliche Gemeindegrenze bildet. Nachbargemeinden von Notre-Dame-de-Boisset sind Saint-Vincent-de-Boisset und Perreux im Norden, Pradines im Osten, Neaux im Südosten und Süden, Saint-Cyr-de-Favières im Süden und Südwesten sowie Parigny im Westen. Durch die Gemeinde führt die autobahnartig ausgebaute RN 7.

## Bevölkerungsentwicklung
| Jahr                       | 1962 | 1968 | 1975 | 1982 | 1990 | 1999 | 2006 | 2015 | 2022 |
| -------------------------- | ---- | ---- | ---- | ---- | ---- | ---- | ---- | ---- | ---- |
| Einwohner                  | 237  | 232  | 259  | 329  | 404  | 510  | 527  | 566  | 573  |
| Quellen: Cassini und INSEE |      |      |      |      |      |      |      |      |      |

## Sehenswürdigkeiten

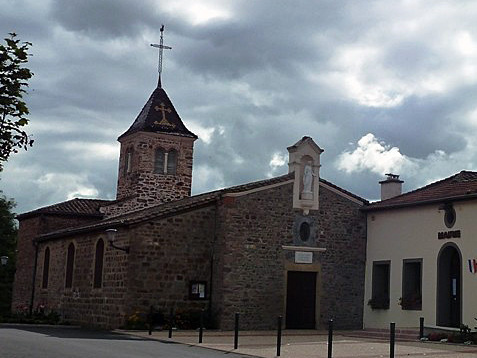
Kirche Mariä Himmelfahrt

- Kirche Mariä Himmelfahrt